# Luan Rama (dyplomata)
Luan Rama (ur. 1952 w Tiranie) – albański scenarzysta, poeta, tłumacz, dziennikarz, były ambasador Albanii we Francji, Portugalii i Monako.

## Życiorys
Luan Rama ukończył studia dziennikarskie na Wydziale Nauk Politycznych i Prawnych Uniwersytetu Tirańskiego, następnie ukończył studia filmowe na Uniwersytecie Diderota. Przez kilkanaście lat pracował jako scenarzysta filmów fabularnych, dokumentalnych i kreskówek dla albańskich studiów filmowych.
W latach 1996–1997 był redaktorem francuskojęzycznej gazety Courrier International. Pełnił funkcję ambasadora Albanii w Paryżu, Lizbonie i Monako.
W latach 1997–2003 był przedstawicielem kultury albańskiej przy UNESCO i Frankofonii.
Aktualnie (rok 2021) mieszka w Paryżu.

## Publikacje
- Couvrez-moi avec un morceau de ciel Texte imprimé, Nantes
- En Grèce avec les Arvanites, Paryż
- Le long chemin sous le tunnel de Platon Texte imprimé
- Les territoires de l'âme Texte imprimé
- Pont entre deux rives Texte imprimé
- Gjurme, Tirana, 1995
- Metamorfoza e fjalës : përse një deontologji për shtypin..., Tirana, 1997
- Le long chemin sous le tunnel de Platon : le destin de l'artiste sous la censure en Albanie : 1945-1990, Nantes, 1999
- Nën hijen e eklipsit : Paris - Prishtinë - Tiranë, Tirana, 1999
- Shqipëria frankofone : Në gjurmët e një tradite, Tirana, 2001
- Francë-Shqipëri = = France-Albanie : Krushq të largët, Tirana, 2002
- Sharl De Goli - një legjendë e gjallë, Tirana, 2003
- Couvrez-moi avec un morceau de ciel : poèmes, Nantes, 2004
- Omer : shtërgu nga Ballkani, Tirana, 2004
- Miteran : zotërit vdesin gjithashtu... : Monografi, Tirana, 2005
- Pont entre deux rives : Albanie-France, Paryż, 2005
- Camera obscura : Origjina e botës, Tirana, 2007
- Dino-shtegtari i portës sublime, Tirana, 2007
- Durazzo-t : dozhët e purpurt të Republikës së Gjenovës, Tirana, 2007
- Le long chemin sous le tunnel de Platon : le destin de l'artiste sous la censure en Albanie : 1945-1990, 2007
- Në udhëkryqet e kohës : Korespondenca Paris - Tiranë, Tirana, 2007
- Ömer Kaleşi, la cigogne des Balkans, Tirana, 2007
- Parisi letrar, Tirana, 2008
- Dorëshkrimet e purpurta, 2009
- Në udhëkryqet e kohës II, : Korespondenca Paris - Tiranë, Tirana, 2009
- Santa Quaranta : gërsheti i prerë i Isadora Dunkanit : roman, Tirana, 2009
- Kalorësit e stuhisë : normandët, frankët dhe shqiptarët, 2010
- Léon Rey... : dhe gurët filluan të flasin, Tirana, 2010
- Rrugëtimi i mbramë i Arthur Rimbaud, Tirana, 2010
- Bujtës të largët : Mbresa të udhëtarëve francezë gjatë shekullit XIX në Shqipëri, Tirana, 2012
- Jean Moréas : poeti i Moresë, Tirana, 2012
- Léon Rey : à la découverte d'Apollonie, Paryż, 2012
- Në udhëkryqet e kohës III, Tirana, 2013
- Shqipëria në luftën bizantino-normande : (Aleksiada), Tirana, 2013
- Tek Franket : Shqiptarët - itinerare emigrimi..., Tirana, 2013
- Bonjour d'Albanie : shkrime nën hijen e bombave, Tirana, 2014
- L' Albanie, à l'ombre des bombes 1916-1918, Tirana, 2014
- Miteran : dhe zotërit vdesin gjithashtu..., Tirana, 2014
- Omer Kaleshi : Shtërgu nga Balkani, 2014
- Shqipëria e konsullit Auguste Dozon, Tirana, 2014
- Parisi letrar : Parisi i njëmijë bardëve, Tirana, 2015
- Durazzo-t : dozhët e purpurt të Republikës së Gjenovës, Tirana, 2016
- Shqiptarët e Léon Gérôme = = Les Albanais de Léon Gérôme, Paryż, 2016
- Vjeshta e Alberto Savianit : tregime, Tirana, 2016
- Epistolari i Zaratës, Tirana, 2017
- Les Territoires de l'âme, Nantes, 2017
- Ofshama e gargujve, Tirana, 2017
- Vera, ky nektar i njerëzve dhe hyjnive..., Tirana, 2017
- Burri që donte të vdiste, Tirana, 2018
- Epistolari i Zaratës, Tirana, 2018
- Mbresa parisiane, Tirana, 2018
- Shqipëria dhe shqiptarët : në tablotë e piktorëve francezë të shekullit XIX, Tirana, 2018
- Τα όρια της ψυχής, Ateny, 2018
- Konsullatat franceze në Shqipërinë e shekujve XVII-XIX, Tirana, 2019
- Le long chemin sous le tunnel de Platon : Le destin de l'artiste sous la censure en Albanie (1945-1990), Nantes, 2019
- Vjeshta e Alberto Savianit : roman, Tirana, 2019